# Siemens-Halske Sh 12
Il Siemens-Halske Sh 12 era un motore aeronautico radiale a 9 cilindri raffreddato ad aria prodotto dall'azienda tedesca Siemens-Schuckertwerke negli anni venti. Come per gli altri motori della gamma l'azienda tedesca, che era controllata dalla Siemens-Halske AG, utilizzava il marchio dell'azienda madre. Nella sua prima versione prodotta nel 1925 la potenza erogata era di 110 CV (81 kW).

## Velivoli utilizzatori
(lista parziale)
  Germania
- Albatros L 68
- Albatros L 69
- Albatros L 79
- Arado S I
- Arado W 2
- Bücker Bü 133
- Focke-Wulf GL 18c
- Focke-Wulf GL 22
- Heinkel HD 32
- Udet U 8
- Udet U 12